# Кашашвили, Александр Павлович
Александр Павлович Кашашвили (род. 2 сентября 1975, Кутаиси) — грузинский шахматист, гроссмейстер (2017).
Окончил Академию физической культуры и спорта Грузии, специальность тренер по шахматам. Аспирантура по психологии, специальность шахматный психолог. По состоянию на 2020 год, он является старшим тренером Академии Шахмат имени Жансаи Абдумалик в г.Алматы, Казахстан. Обучает группу Сборную, и Суперспец. Сильный психолог, мотиватор и педагог. Дети тянутся к нему и с большим удовольствием ходят к нему на занятия.  

## Спортивные результаты
| Год  | Город  | Турнир               | + | − | = | Результат | Место |
| ---- | ------ | -------------------- | - | - | - | --------- | ----- |
| 2012 | Албена | Международный турнир | 4 | 1 | 4 | 6 из 9    | [ 2 ] |
| 2014 | Ереван | Чемпионат Европы     | 5 | 3 | 3 | 6½ из 11  | [ 3 ] |
| 2017 | Рыльск | «GM tournament»      | 7 | 0 | 5 | 9½ из 12  | [ 4 ] |
|      |        |                      |   |   |   | из        |       |

## Изменения рейтинга
| Графики недоступны из-за технических проблем. См. информацию на Фабрикаторе и на mediawiki.org. |